# 코키디니움목
코키디니움목(Coccidiniales 또는 Coccidinida)은 와편모충류 목의 하나이다.

## 하위 분류
- 키트리오디니움과 (Chytriodiniaceae)
  - 키트리오디니움속 (Chytriodinium)
  - Myxodinium
  - Paulsenella
- 신디니움과 (Syndiniaceae) - 신디니움목으로 분류하기도 한다.
  - Hematodinium
  - Merodinium
  - Solenodinium
  - 신디니움속 (Syndinium)